# ボル (トルコ)
ボル (Bolu) は、トルコ共和国の都市で、ボル県の県都である。

## 位置
国土の北西より、首都アンカラと最大都市イスタンブールの中点ほどに位置する。

## 地勢
緑に覆われた山地に囲まれた都市で、長い間、首都―最大都市間の交通で難点となっていた。だが、2007年にはトンネルが開通し、往来の拠地や宿泊地として多くの観光客で賑わい、中世のウルモスクと近代的な温泉施設が楽しまれている。そのため、近年には観光地の仲間入りを果たした。山林地帯や湖沼帯などの自然によって登山や森林浴などが楽しめるほか、それらのおかげで独特の発展を遂げた郷土料理も魅力の1つである。